# Kokošnik
Kokošnik (rusko: коко́шн, IPA: [kɐˈkoʂnʲɪk]) je tradicionalno rusko pokrivalo, ki ga nosijo ženske in dekleta, ki ga spremlja sarafan (dolga, trapezoidna ruska tradicionalna obleka). Tradicija kokošnika obstaja že v 10. stoletju v starodavnem ruskem mestu Veliki Novgorod. Razširil se je predvsem v severnih regijah Rusije in bil zelo priljubljen od 16. do 19. stoletja. Še danes je pomembna značilnost ruskih plesnih zasedb in ljudske kulture in je navdihnil kokošniški slog arhitekture.

## Pregled
V preteklosti so pokrivalo kokošnik  nosile poročene ženske, čeprav so tudi služkinje nosile naglavno pokrivalo, ki je zelo podobna kokošniku, a zadaj odprto, imenovano povjazka . Beseda kokošnik opisuje veliko različnih pokrival, ki so jih nosili po vsej Rusiji, vključno z valjastimi klobuki Velikega Novgoroda, dvokraki nimb kika iz Vladimirja, trikotno kiko iz Kostroma, majhnimi bisernimi klobuki iz Kargopola in škrlatnimi kokošniki iz Moskve.
Medtem ko so se v preteklosti slogi kokošnikov zelo razlikovali, je trenutni kokošnik na splošno povezan z visokim, nimbom ali grebenskim pokrivalom, ki je na zadnji strani glave privezan z dolgimi debelimi trakovi v velikem loku. Greben je lahko vezen z biseri in zlatniki ali preprosto aplikacijo, običajno z rastlinskimi in cvetnimi motivi. Območje čela je pogosto okrašeno z biserno mrežo. Med nošenjem kokošnika ženska po navadi nosi lase spete v pletenico. Kokošnik je bil pogosto kombiniran tudi z rusko kito.

## Zgodovina
Beseda kokošnik se prvič pojavi v dokumentih iz 16. stoletja in izhaja iz staroslovanskega kokoš, kar pomeni 'kokoš' ali 'petelin'. Vendar pa so bili najstarejši naglavni kosi podobne vrste (togi cilindrični klobuk, ki je popolnoma pokril lase), najdeni v grobovih v Velikem Novgorodu od 10. do 12. stoletja. 
Kokošnik je svoje ime dobil po okrasnem konzolnem loku, ki je od 16. stoletja dalje postal značilen element tradicionalne ruske arhitekture.
Med oživitvijo ruske nacionalne kulture v zgodnjem 19. stoletju so tiare v obliki diadema postale del uradne dvorne obleke. Ti kokošniki so bili navdihnjeni tako z italijansko renesančno modo kot s francosko avbo, kot pristni ruski kokošniki, ki so jih še nosili srednji razred in premožni kmetje. V tem obdobju so neporočene in poročene ženske nosile model, ki ga tradicionalno uporabljajo neporočene ženske: prikazujejo sprednji del las in prosojno tančico, ki pada navzdol na hrbtu.
Ruska kmečka dekleta in ženske so do ruske revolucije ob posebnih priložnostih nosile kokošnike.
Po revoluciji so ruski emigrati kokošnik predstavili ostali evropski modi. Slog se je pojavil nekoč v poročni naglavni obleki Mary Teck iz leta 1893, bodoče kraljice Združenega kraljestva.
Od leta 2014 kokošnike nosijo predvsem dekleta in ženske v ruskih narodnih zasedbah. Kokošnik je tudi del tradicionalna noša Sneguročke (Снегу́рочка, Снегу́рка), vnukinja in pomočnica Dedka Mraza (Дед Мороз, Ded Moroz).
Romunska kraljica Marija je za svoj portret iz leta 1924, ki ga je naslikal Philip de László, nosila Cartierjevo tiaro, ki je bila ustvarjena tako, da spominja na ruskega kokošnika.  Tiara je bila med dragulji na ogled na razstavi Cartier: slog in zgodovina na Grand Palaisu v Parizu od 4. decembra do 16. februarja 2014. 
Eden od kostumov senatorja Padméja Amidale v sagi Vojna zvezd, Zlata potovalna noša, je temeljil na ruski narodni noši s kokošnikom , ki je v preostali Evropi znana po fotografijah, posnetih med plesom v zimskem dvorcu leta 1903.

## Galerija
- Mlada velika kneginja Aleksandra Pavlovna v kokošniku in sarafanu, 1790-ih.
- Carica Aleksandra Feodorovna (Charlotte Pruska) v kokošniku, 19. stoletje.
- Dekle v kokošniku, Mikhail Nesterov, 1885.
- Bojarka, [Viktor Vasnecov (portret V. S. Mamontova), 1884.
- Bojarka s kokošnikom. Slika Konstantin Makovski, 19. stoletje.
- Ženska, ki nosi velik, bogat, dvorožni kokošnik. 20. stoletje. Fotografija.
- Princesa Ollga K. Orlova v Maskarskem kostumu za ples leta 1903. Fotografija Elena Mrozovskaya.
- Velika kneginja Olga Nikolajevna Ruska v ruski dvorni obleki leta 1910.